# Hosszúujjú partfutó
A hosszúujjú partfutó (Calidris subminuta) a madarak (Aves) osztályának lilealakúak (Charadriiformes) rendjébe, ezen belül a szalonkafélék (Scolopacidae) családjába tartozó faj.

## Rendszerezése
A fajt Alexander von Middendorff orosz zoológus írta le 1853-ban, a Tringa  nembe Tringa subminuta néven. Egyes rendszertani munkák az Ereunetes nembe sorolják Ereunetes subminutus néven.

## Előfordulása
Ázsia északi területein fészkel. Telelni délre vonul, eljut Ausztráliába is. Kóborlásai során megfordul Európában is.

## Megjelenése
Testhossza 13–16 centiméter, szárnyfesztávolsága 26–35 centiméteres, testtömege 20–37 gramm.
|  |